# Huron County (Michigan)
Huron County ist ein County im Bundesstaat Michigan (Vereinigte Staaten). Der Verwaltungssitz (County Seat) ist Bad Axe. Das U.S. Census Bureau hat bei der Volkszählung 2020 eine Einwohnerzahl von 31.407 ermittelt.

## Geographie
Das County liegt im Osten der Unteren Halbinsel von Michigan, grenzt im Westen, Norden und Osten an den Lake Huron, einem der 5 großen Seen, und hat eine Fläche von 5533 Quadratkilometern, wovon 3367 Quadratkilometer Wasserfläche sind. Es grenzt im Uhrzeigersinn an folgende Countys: Sanilac County und Tuscola County.

## Geschichte
Huron County wurde 1840 aus Teilen des Salinac County gebildet. Benannt wurde es nach dem Lake Huron, einem See in der Gegend.
27 Bauwerke und Stätten des Countys sind im National Register of Historic Places eingetragen (Stand 24. November 2017).

## Demografische Daten

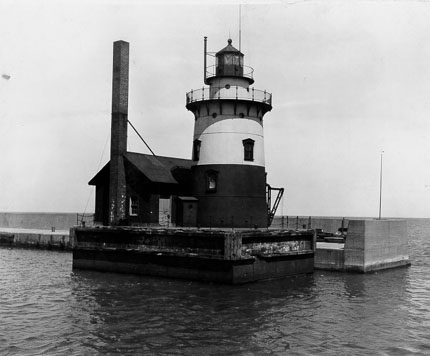
Harbor Beach Lighthouse, gelistet im NRHP

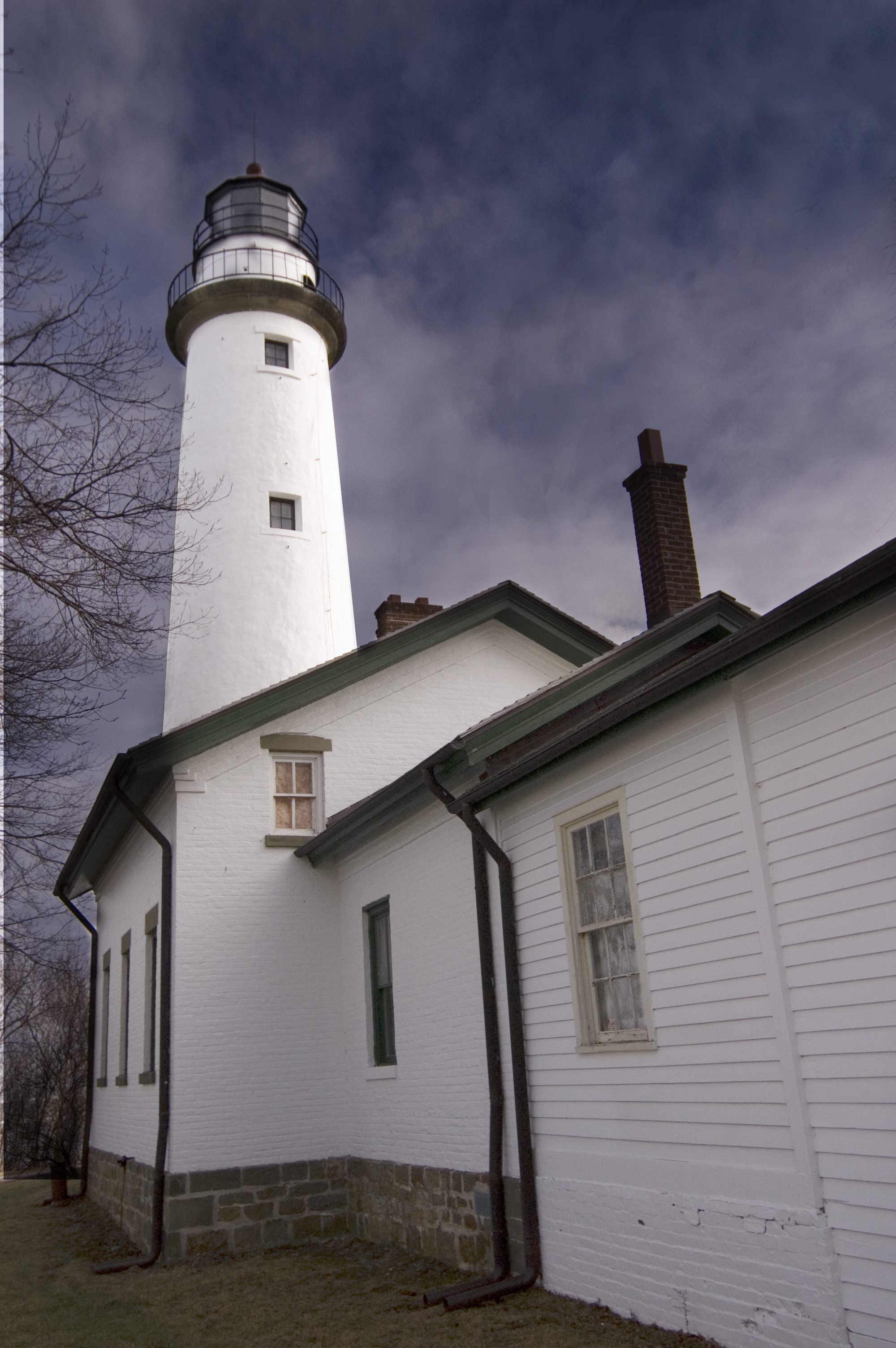
Pointe Aux Barques Lighthouse, gelistet im NRHP

Nach der Volkszählung im Jahr 2000 lebten im Huron County 36.079 Menschen in 14.597 Haushalten und 10.144 Familien. Die Bevölkerungsdichte betrug 17 Einwohner pro Quadratkilometer. Ethnisch betrachtet setzte sich die Bevölkerung zusammen aus 98,02 Prozent Weißen, 0,19 Prozent Afroamerikanern, 0,28 Prozent amerikanischen Ureinwohnern, 0,35 Prozent Asiaten, 0,01 Prozent Bewohnern aus dem pazifischen Inselraum und 0,32 Prozent aus anderen ethnischen Gruppen; 0,82 Prozent stammten von zwei oder mehr Ethnien ab. 1,64 Prozent der Bevölkerung waren spanischer oder lateinamerikanischer Abstammung.
Von den 14.597 Haushalten hatten 29,0 Prozent Kinder unter 18 Jahren, die bei ihnen lebten. 58,6 Prozent waren verheiratete, zusammenlebende Paare, 7,4 Prozent waren allein erziehende Mütter und 30,5 Prozent waren keine Familien. 27,3 Prozent waren Singlehaushalte und in 14,1 Prozent lebten Menschen im Alter von 65 Jahren oder darüber. Die Durchschnittshaushaltsgröße betrug 2,42 und die durchschnittliche Familiengröße lag bei 2,95 Personen.
24,2 Prozent der Bevölkerung waren unter 18 Jahre alt. 6,5 Prozent zwischen 18 und 24 Jahre, 25,1 Prozent zwischen 25 und 44 Jahre, 24,8 Prozent zwischen 45 und 64 Jahre und 19,4 Prozent waren 65 Jahre oder älter. Das Durchschnittsalter betrug 41 Jahre. Auf 100 weibliche Personen kamen 97,9 männliche Personen. Auf 100 Frauen im Alter von 18 Jahren und darüber kamen statistisch 95,5 Männer.
Das jährliche Durchschnittseinkommen eines Haushalts betrug 35.315 USD, das Durchschnittseinkommen einer Familie 42.436 USD. Männer hatten ein Durchschnittseinkommen von 31.950 USD, Frauen 21.110 USD. Das Prokopfeinkommen betrug 17.851 USD. 7,3 Prozent der Familien und 10,2 Prozent der Bevölkerung lebten unterhalb der Armutsgrenze.

## Orte im County
- Bach
- Bad Axe
- Bay Port
- Berne
- Caseville
- Elkton
- Filion
- Glencoe
- Grind Stone City
- Harbor Beach
- Helena
- Huron City
- Ivanhoe
- Kilmanagh
- Kinde
- Lewisville
- Linkville
- Owendale
- Parisville
- Pigeon
- Pinnebog
- Pointe aux Barques
- Popple
- Port Austin
- Port Crescent
- Port Hope
- Quarry
- Rapson
- Redman
- Rose Island
- Ruth
- Sebewaing
- Ubly
- Valley Island
- Verona
- Weale
- White Rock

Townships
- Bingham Township
- Bloomfield Charter Township
- Brookfield Township
- Caseville Township
- Chandler Township
- Colfax Township
- Dwight Township
- Fairhaven Township
- Gore Township
- Grant Township
- Hume Township
- Huron Township
- Lake Township
- Lincoln Township
- McKinley Township
- Meade Township
- Oliver Township
- Paris Township
- Pointe Aux Barques Township
- Port Austin Township
- Rubicon Township
- Saint Joseph Charter Township
- Schoolcraft Township
- Shelby Charter Township
- Sheridan Township
- Sherman Township
- Verona Township
- Winsor Township

## Trivia
Huron County samt der Bezirksstadt Bad Axe dienten der Kriminalautorin (und langjährigen Einwohnerin von Bad Axe) Lilian Jackson Braun als geographische Vorlage für ihr „Moose County“ samt der Bezirksstadt Pickax in ihren „Die Katze, die…“-Romanen.